# Kiirtan
Kiirtan of kiirtana is net als bhajan een vorm van spirituele zang die zich richt op Parama Purusha (God).
De kiirtana kan begeleid worden door muzikale instrumenten en kenmerkt zich door een speciale manier van dansen met een specifiek ritme en met bepaalde mudra's of houdingen. De kiirtana geeft direct uitdrukking aan Parama Purusha (God), terwijl de bhajana uitdrukking geeft aan allerlei gerelateerde ideeën alvorens steeds terug te keren tot de centrale idee van God. De combinatie van zang, dans en instrumenten wordt samgiita (muziek) genoemd. De betekenis (bhava) van de mantra in de kiirtana, evenals de mudra's hebben als doel de geest op God te richten en deze zo in parallelle vibratie te brengen met de bhava.   
De eenvoudigst vol te houden kiirtana is de lalita marmik dans die zou zijn uitgevonden door Parvati, de vrouw van Shiva. In recenter tijden heeft Shri Chaitanya de beoefening van deze kiirtana met zang, dans en instrumenten helpen bevorderen.
Kiirtana kan alleen beoefend worden of samen met een groep en kan op één en dezelfde plek gebeuren of zich verplaatsend.